# 積水潭駅
積水潭駅（せきすいたん-えき）は中華人民共和国北京市に位置する北京地下鉄2号線、19号線の駅。駅番号は218。

## 駅構造

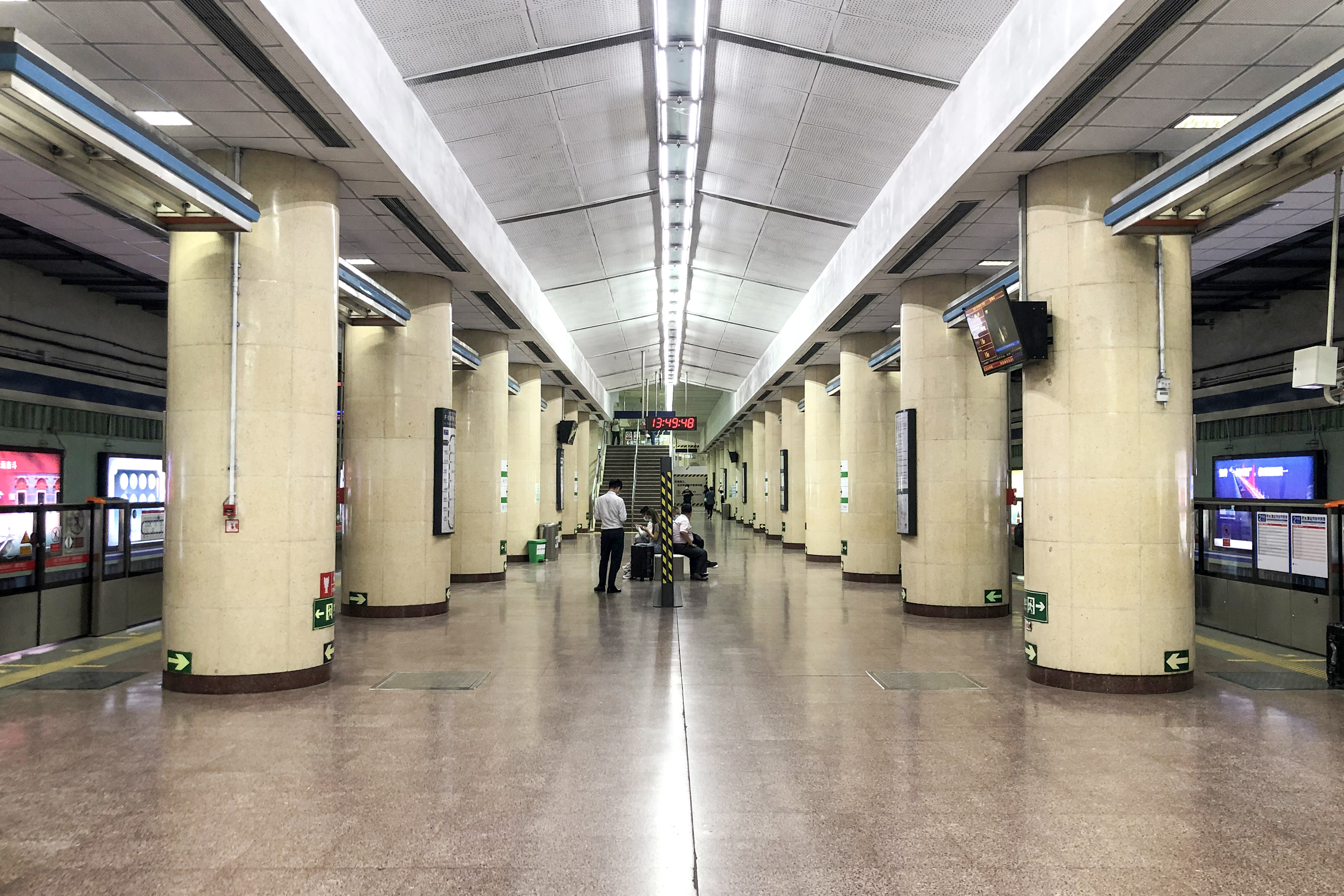
ホーム

2号線、19号線とも島式ホーム1面2線の地下駅。出口は7箇所ある。

## 駅周辺
- 北京市地下鉄道設計研究所
- 徐悲鴻記念館
- 北京市第五十三中学
- 北京安定医院
- 中国人民解放軍第二砲兵総医院
- 北京徳外医院
- 北京積水潭医院
- 北京市第一五七中学
- 中国電影集団公司
- 解放軍歌劇院
- 徳勝門西バスターミナル
- 徳勝門バスターミナル（八達嶺長城行きのバス）

## 歴史
- 1984年9月20日 - 開業。
- 2021年
  - 4月10日 - 駅改造工事の為、当駅閉鎖[2]。
  - 6月18日 - 再開業[3]。
  - 12月31日 - 19号線開業。

## 隣の駅
■北京地下鉄2号線
鼓楼大街駅 - 積水潭駅 - 西直門駅
■北京地下鉄19号線
北太平荘駅 - 積水潭駅 - 平安里駅